# Ludwing Ortiz
Ludwing Manuel Ortiz Flórez (* 26. února 1976) je bývalý venezuelský zápasník – judista a grappler.

## Sportovní kariéra
S judem začínal v 10 letech v Barquisimetu. V roce 1997 si ho vybral trenér Humberto Soazo do mladého reprezentačního týmu pro přípravu na nový čtyřletý olympijský cyklus. V roce 1999 se jako první Venezuelan (muž) dostal do boje o medaile na mistrovství světa v Birminghamu. Konečným pátým místem se přímo kvalifikoval na olympijské hry v Sydney v roce 2000. Do Sydney si však formu nepřivezl a vypadl v úvodním kole na body s Portugalcem Pedro Caravanou.
V roce 2004 obsadil panamerickou kontinentální kvótu pro start na olympijských hrách v Athénách, kde prohrál ve druhém kole na body s Portugalcem João Pinou. Portugalské judo se mu stalo osudným i napotřetí. Na olympijských hrách v Pekingu v roce 2008 vypadl v úvodním kole s Pedro Diasem na wazari technikou morote-gari. Od roku 2009 startoval ve vyšší lehké váze do 73 kg. V roce 2010 se nepopasoval s novými pravidly zápasení, které zakázaly chvaty s úchopem od pasu dolů a přišel o post reprezentační jedničky. Sportovní kariéru ukončil v roce 2013. Věnuje se trenérské práci. V roce 2019 působil u ekvádorské judistické reprezentace.

## Výsledky
| Turnaj                  | 1996 | 1997           | 1998           | 1999           | 2000           | 2001           | 2002           | 2003           | 2004           | 2005           | 2006           | 2007           | 2008           | 2009       | 2010       | 2011       | 2012       | 2013       |
| Turnaj                  | 20   | 21             | 22             | 23             | 24             | 25             | 26             | 27             | 28             | 29             | 30             | 31             | 32             | 33         | 34         | 35         | 36         | 37         |
| Turnaj                  |      | pololehká váha | pololehká váha | pololehká váha | pololehká váha | pololehká váha | pololehká váha | pololehká váha | pololehká váha | pololehká váha | pololehká váha | pololehká váha | pololehká váha | lehká váha | lehká váha | lehká váha | lehká váha | lehká váha |
| ----------------------- | ---- | -------------- | -------------- | -------------- | -------------- | -------------- | -------------- | -------------- | -------------- | -------------- | -------------- | -------------- | -------------- | ---------- | ---------- | ---------- | ---------- | ---------- |
| Olympijské hry          | —    |                |                |                | úč.            |                |                |                | úč.            |                |                |                | úč.            |            |            |            | —          |            |
| Mistrovství světa       |      | —              |                | 5.             |                | —              |                | úč.            |                | úč.            |                | úč.            |                | úč.        | —          | —          |            | —          |
| Panamerické hry         |      |                |                | 2.             |                |                |                | 2.             |                |                |                | 3.             |                |            |            | —          |            |            |
| Panamerické mistrovství | —    | ?              | 3.             | 3.             | 1.             | ?              | 5.             | 3.             | 7.             | —              | 3.             | 3.             | 2.             | —          | —          | —          | —          | úč.        |
| Jihoamerické hry        |      |                | ?              |                |                |                | —              |                |                |                | 3.             |                |                |            | —          |            |            |            |
| Středoamerické a k. hry |      |                | 2.             |                |                |                | 1.             |                |                |                | 3.             |                |                |            | —          |            |            |            |
| Bolívarské hry          |      | —              |                |                |                | 1.             |                |                |                | 1.             |                |                |                | 1.         |            |            |            | —          |
| MS juniorů              | úč.  |                |                |                |                |                |                |                |                |                |                |                |                |            |            |            |            |            |